# Rælingens kommun
Rælingens kommun (norska: Rælingen kommune) är en kommun i landskapet Romerike i Akershus fylke i sydöstra Norge. I nordöst gränsar kommunen mot Lillestrøms kommun, i söder mot Enebakks kommun och i väster mot Lørenskogs kommun. I öster ligger insjön Øyeren. De flesta av kommunens invånare bor i tätortsområden som ingår i tätorten Oslo, däribland centralorten Fjerdingby. 

## Administrativ historik
Rælingens kommun var ursprungligen en del av dåvarande Fets kommun, men blev etablerad som självständig kommun år 1929. Rælingens kommun hade då 1 835 invånare. Kommunens gräns emot Lørenskogs kommun justerades 1985 och 1990, båda gångerna i obebodda områden.

## Tätorter
I Rælingens kommun finns tre tätorter:
- Fjellstad
- Oslo (del av, inklusive centralorten Fjerdingby)
- Smestad

## Socknar
Inom Norska kyrkan är Rælingens kommun indelad i två socknar:
- Rælingens socken
- Øvre Rælingens socken

Socknarna ingår i Nedre Romerike prosteri i Borgs stift.

## Bilder

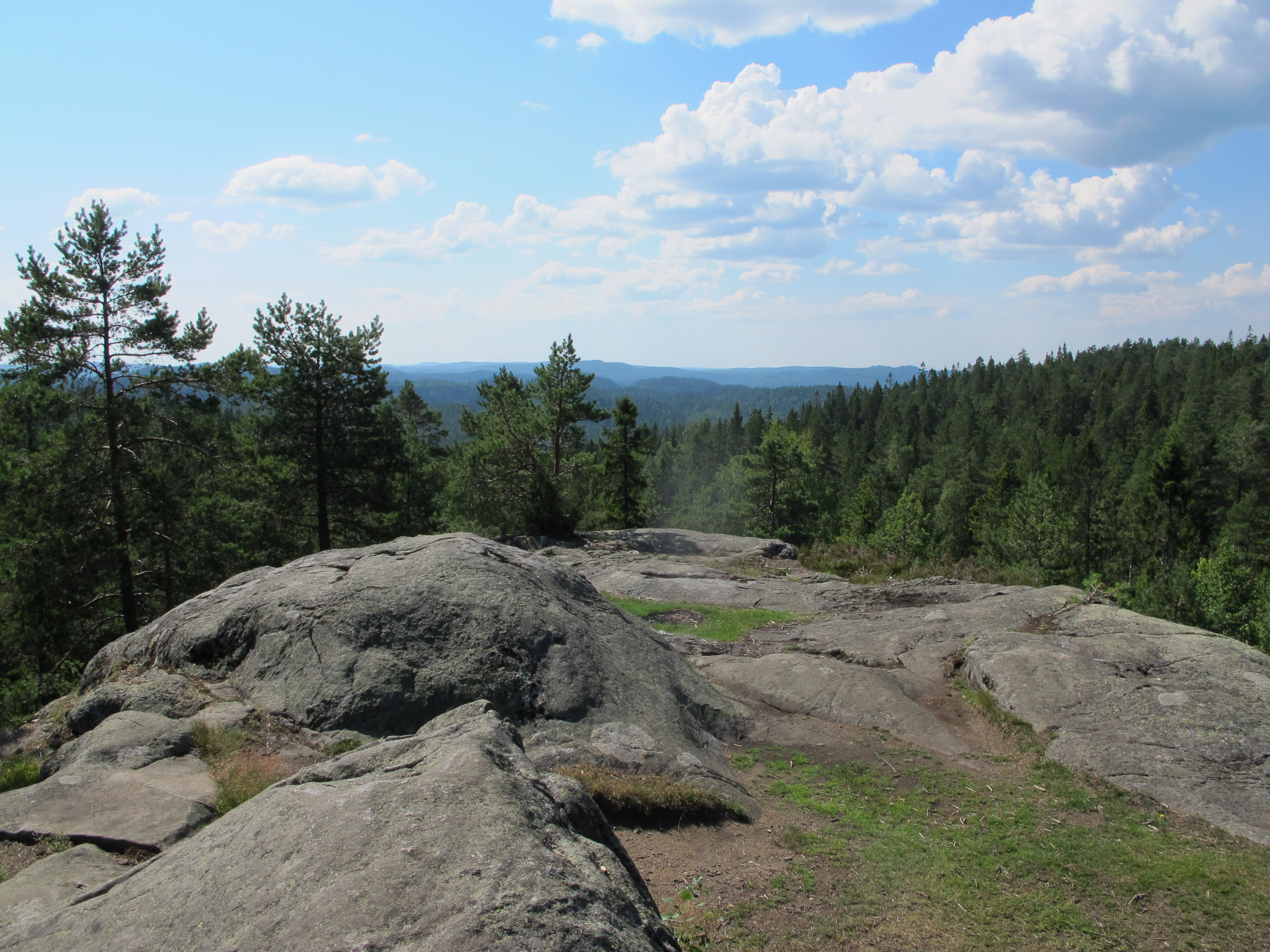
Ramstadslottet (394 m ö.h.).
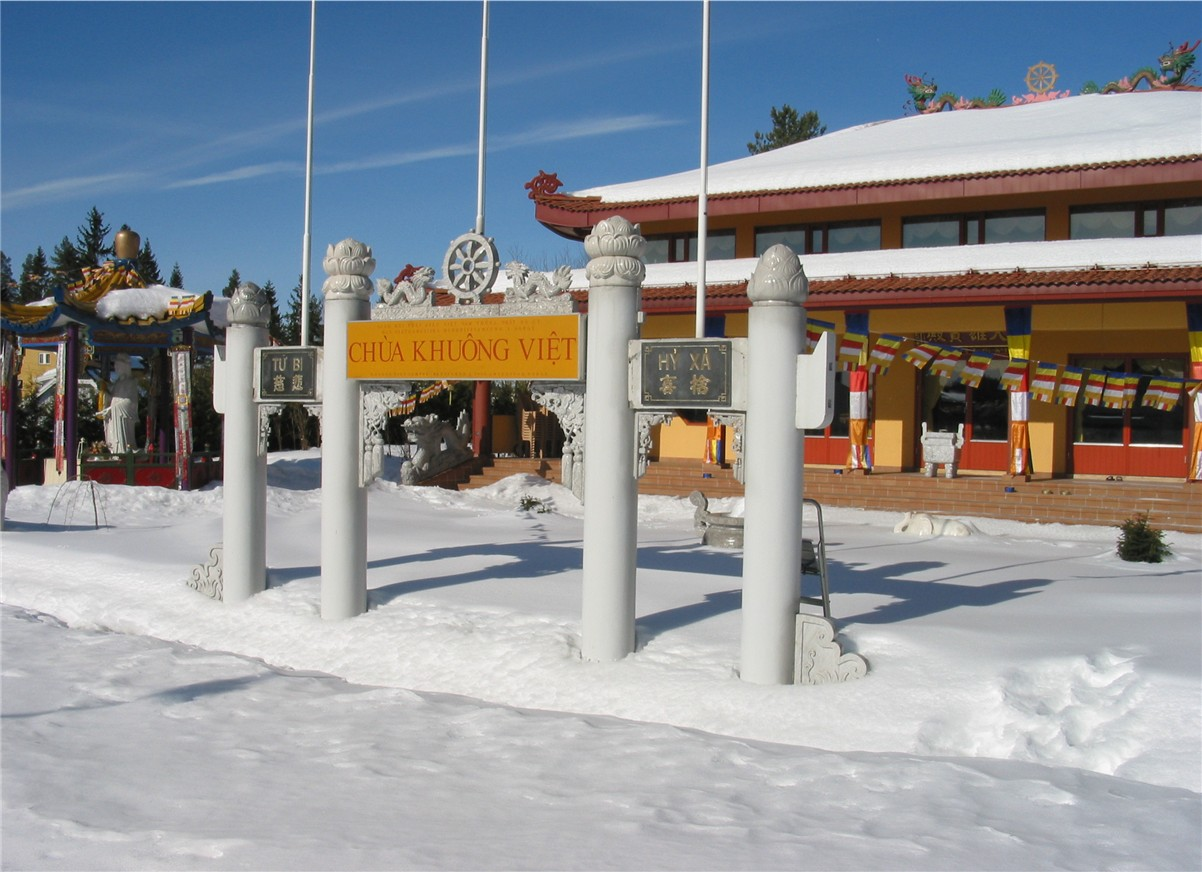
Norges enda buddhisttempel i Løvenstad.

## Klimat
| Normaler för Fjerdingby (175 meter över havet) | Januari | Februari | Mars | April | Maj | Juni | Juli | Augusti | September | Oktober | November | December | År  |
| ---------------------------------------------- | ------- | -------- | ---- | ----- | --- | ---- | ---- | ------- | --------- | ------- | -------- | -------- | --- |
| Normaltemperatur(°C)                           | −6,8    | −6,5     | −2,0 | 3,0   | 9,5 | 14,0 | 15,1 | 14,0    | 9,3       | 5,1     | −0,9     | −5,1     | 4,1 |
| Nederbörd (mm)                                 | 52      | 40       | 50   | 46    | 60  | 70   | 76   | 84      | 94        | 103     | 83       | 57       | 810 |